# 31e Match des étoiles de la Ligue nationale de hockey
Match précédent Match suivant
Le 31e Match des étoiles de la Ligue nationale de hockey fut tenu le 24 janvier 1978 dans le domicile des Sabres de Buffalo, le Buffalo Memorial Auditorium. L'équipe représentant la Conférence Prince de Galles l'emporta par la marque de 3 à 2 en prolongation aux dépens de la Conférence Campbell. L'étoile de la rencontre fut le gardien de Buts Billy Smith des Islanders de New York qui bloqua tous les tirs dirigés contre lui.

## Effectif

### Conférence Prince de Galles
- Entraîneur-chef : Scotty Bowman ; Canadiens de Montréal.

Gardiens de buts
- 01 Rogatien Vachon ; Kings de Los Angeles.
- 29 Ken Dryden ; Canadiens de Montréal.

Défenseurs :
- 18 Serge Savard ; Canadiens de Montréal.
- 19 Larry Robinson ; Canadiens de Montréal.
- 21 Börje Salming ; Maple Leafs de Toronto.
- 22 Brad Park ; Bruins de Boston.
- 28 Reed Larson ; Red Wings de Détroit.

Attaquants :
- 06 Jean Pronovost, AD ; Penguins de Pittsburgh.
- 07 Richard Martin, AG ; Sabres de Buffalo.
- 08 Steve Shutt, AG ; Canadiens de Montréal.
- 09 Lanny McDonald, AD ; Maple Leafs de Toronto.
- 10 Guy Lafleur, AD ; Canadiens de Montréal.
- 11 Gilbert Perreault, C ; Sabres de Buffalo.
- 12 Bob Sirois, AD ; Capitals de Washington.
- 14 Yvan Cournoyer, AD ; Canadiens de Montréal.
- 16 Marcel Dionne, C ; Kings de Los Angeles.
- 20 Dennis Maruk, C ; Barons de Cleveland.
- 23 Bob Gainey, AG ; Canadiens de Montréal.
- 24 Terry O'Reilly, AD ; Bruins de Boston.
- 27 Darryl Sittler, C ; Maple Leafs de Toronto.

### Conférence Campbell
- Entraîneur-chef : Fred Shero ; Flyers de Philadelphie.

Gardiens de buts :
- 31 Billy Smith ; Islanders de New York.
- 35 Wayne Stephenson ; Flyers de Philadelphie.

Défenseurs :
- 02 Bob Dailey ; Flyers de Philadelphie.
- 03 Tom Bladon ; Flyers de Philadelphie.
- 04 Carol Vadnais ; Rangers de New York.
- 05 Denis Potvin ; Islanders de New York.
- 06 Barry Beck ; Rockies du Colorado.
- 20 Jimmy Watson ; Flyers de Philadelphie.

Attaquants
- 07 Bill Barber, AG ; Flyers de Philadelphie.
- 08 Wilf Paiement, AD Rockies du Colorado.
- 09 Clark Gillies, AG ; Islanders de New York.
- 10 Bill Clement, C ; Flames d'Atlanta.
- 11 Dennis Ververgaert, AD ; Canucks de Vancouver.
- 12 Ivan Boldirev, C ; Blackhawks de Chicago.
- 16 Bobby Clarke, C ; Flyers de Philadelphie.
- 17 Garry Unger, C ; Blues de Saint-Louis.
- 19 Bryan Trottier, C ; Islanders de New York.
- 21 Rolie Eriksson, C ; North Stars du Minnesota.
- 22 Mike Bossy, AD ; Islanders de New York.
- 77 Phil Esposito, C ; Rangers de New York.

## Feuille de match
| No | Score            | Équipe           | Buteur (Passeur(s))         | Temps            |                  |
| Première période | Première période | Première période | Première période            | Première période | Première période |
| --- | ---------------- | ---------------- | --------------------------- | ---------------- | ---------------- |
| 1 | 0-1              | Campbell         | Barber                      | 1:25             |                  |
| 2 | 0-2              | Campbell         | Potvin (Clarke)             | 12:12            |                  |
| Pénalité : Salming (Gal.) accroché 7:42 ; Gillies (Cam.) retenu 18:30                                                                      |                  |                  |                             |                  |                  |
| Deuxième période |                  |                  |                             |                  |                  |
| 3 | 1-2              | Prince de Galles | Sittler (Robinson - Park)   | 19:32 AN         |                  |
| Pénalité : Dailey (Cam.) trébuché 2:25 ; Smith (Cam.) bâton élevé 3:36 ; McDonald (Gal.) interférence 3:36 ; Vadnais (Cam.) trébuché 18:12 |                  |                  |                             |                  |                  |
| Troisième période |                  |                  |                             |                  |                  |
| 4 | 2-2              | Prince de Galles | Martin (Dionne - O'Reilly)  | 18:21            |                  |
| Pénalité : Aucune |                  |                  |                             |                  |                  |
| Prolongation |                  |                  |                             |                  |                  |
| 5 | 3-2              | Prince de Galles | Perreault (Shutt - Salming) | 3:55             |                  |
| Pénalité : Aucune |                  |                  |                             |                  |                  |

Gardiens :
- Prince de Galles : Dryden (29:26), Vachon (34:29, est entré à 9:26 de la 2e période).
- Campbell : Smith (29:26), Stephenson (34:29, est entré à 9:26 de la 2e période).

Tirs au but :
- Prince de Galles (40) 07 - 16 - 15 - 02
- Campbell (12) 07 - 02 - 03 - 00

Arbitres : Bruce Hood
Juges de ligne : John D'Amico, Leon Stickle